# Parc quasi national d'Echigo Sanzan-Tadami
Le parc quasi national d'Echigo Sanzan-Tadami (越後三山只見国定公園, Echigo Sanzan-Tadami Kokutei Kōen) est un parc quasi national situé dans les préfectures de Fukushima et de Niigata au Japon. Créé le 15 mai 1973, il s'étend sur 861,29 km2.